# Wehrum
Wehrum es un área no incorporada y antiguo pueblo minero abandonado ubicado en el condado de Indiana en el estado estadounidense de Pensilvania.

## Geografía
Wehrum se encuentra ubicado en las coordenadas 40°28′15″N 78°56′59″O / 40.47083, -78.94972. 